# 구글 계정
구글 계정(영어: Google Account)은 구글의 온라인 서비스에 접근 인증과 허가를 제공하는 사용자 계정이다. 검색, 유튜브, 도서, 파이낸스, 지도 등을 포함하여 모든 구글 제품이 계정이 필요한 것은 아니다. 구글 계정은 Gmail, 구글+, 구글 행아웃, 블로거 등에는 필수이다.
구글 계정을 만든 뒤 소유자는 선별적으로 구글의 여러 애플리케이션들을 활성화하거나 비활성화할 수 있다.
타사 서비스 제공자들은 구글 계정 매커니즘을 통해 구글 계정 보유자들의 서비스 인증을 구현할 수 있다.

## 계정 차단
구글은 여러 이유로 계정을 차단할 수 있는데, 이를테면 "비정상적인 활동"이라든지 구글 계정을 소유하기에 나이가 충분히 들지 않았다는 등의 이유가 그러하다. 재활성화는 웹 폼을 사용하여 유효한 사진 ID나 약간의 카드 청구(0.30 USD)를 통해 신분 증거를 제출하면 가능하다. 그 밖의 방법(팩스 보내기, 일부 요청된 문서 업로드하기)으로는 사람의 상호작용이 필요하며 일을 마치는 데까지 수일에서 2주 정도 걸릴 수 있다.

## 활동 추적
내 활동(My Activity)이라는 이름의 도구가 2016년 런칭되었으며 이는 구글 검색 히스토리와 구글 웹 히스토리를 대체한다. 사용자들은 구글 계정을 통해 구글이 추적하는 데이터를 보고 삭제할 수 있다. 이 도구는 로그인 중에 크롬을 사용하여 어느 웹사이트에 방문했는지, 사용된 장치는 무엇인지, 통신에 쓰인 구글 제품이 무엇인지 등을 보여준다. 모든 정보는 타임라인과 비슷한 레이아웃에서 표출된다. 사용자는 추적을 원치 않는 특정 활동을 제거하거나 추적을 완전히 비활성화할 수 있다.

## 같이 보기
- 애플 ID
- 마이크로소프트 계정
- 오픈아이디
- WebAuthn